# Mary Mallon
Mary Mallon (23 de setembre de 1869 – 11 de novembre de 1938), més coneguda com a Mary Tifoide, va ser la primera persona dels Estats Units a ser identificada com a portadora asimptomàtica del patogen associat amb la febre tifoide. Es creu que va infectar 51 persones, tres de les quals van morir, al llarg de la seva carrera com a cuinera. Les autoritats sanitàries la van isolar forçosament dos cops, i va morir després de gairebé tres dècades d'aïllament.

## Primers anys
Mary Mallon va néixer el 1869 a Cookstown, County Tyrone, al que avui dia és Irlanda del Nord. Va emigrar als Estats Units el 1883 amb 15 anys. Va viure amb la seva tia i el seu oncle durant un temps, i més endavant va trobar feina com a cuinera per a famílies riques.

## Carrera
Entre el 1900 i 1907, Mallon va fer de cuinera a la zona de Nova York per a set famílies. El 1900, va treballar a Mamaroneck, on, després de dues setmanes de feina, els residents van desenvolupar febre tifoide. El 1901 es va traslladar a Manhattan, on membres de tres famílies per a les quals havia treballat van desenvolupar febres i diarrea, i la bugadera va morir. Més endavant, Mallon treballà per a un advocat; va deixar la feina després que set de les vuit persones d'aquella casa emmalaltissin.

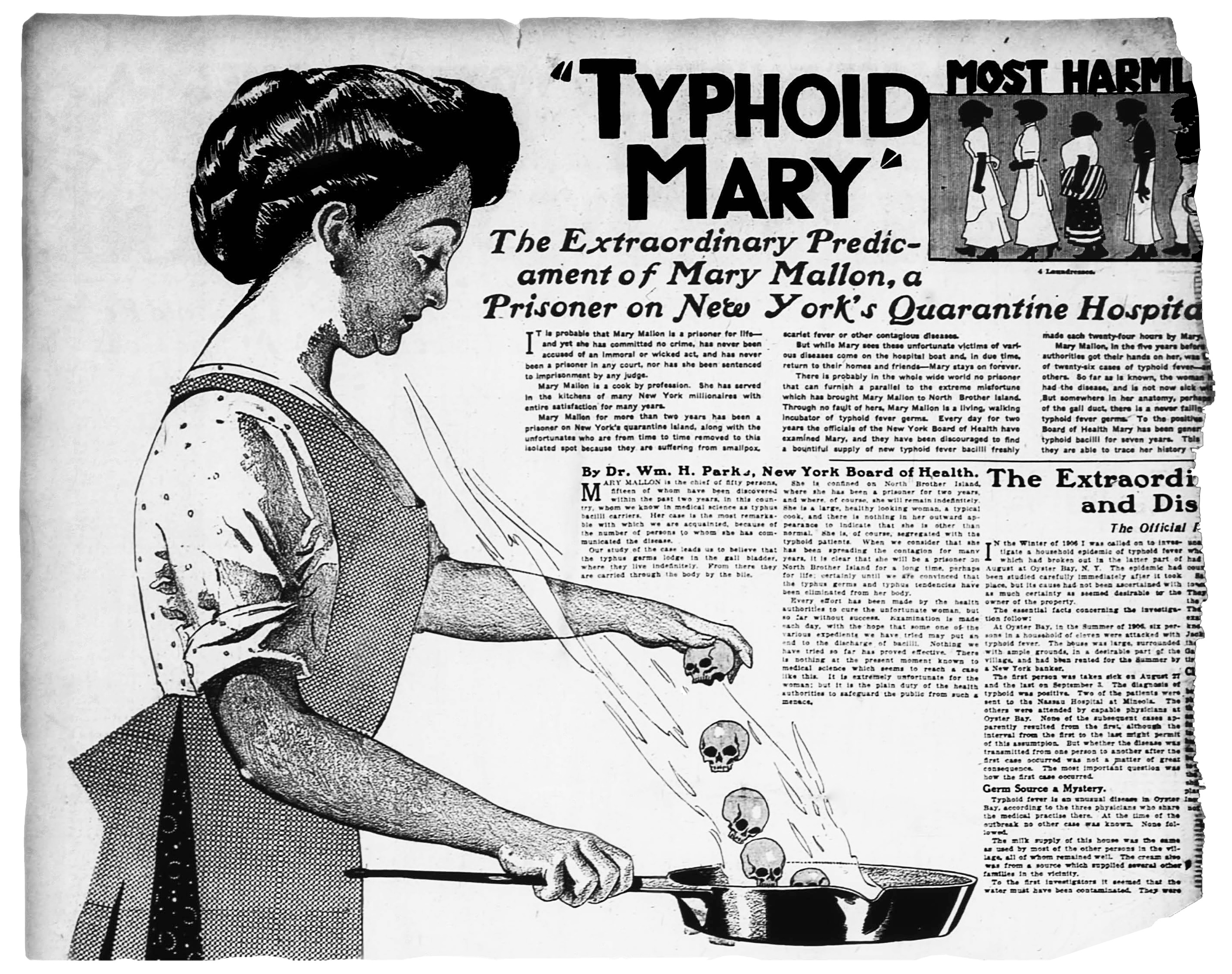
Mary Tifoide en una il·lustració d'un diari de 1909, afegint calaveres a la paella.

El 1906 va començar a treballar a Oyster Bay, Long Island, i dues setmanes després 10 dels 11 membres de la família havien estat hospitalitzats amb tifoide. Va tornar a canviar de feina, i van passar fets semblants en tres altres ocasions. Va treballar com a cuinera per la família d'un banquer novaiorquès ric, Charles Henry Warren. Quan els Warern van llogar una casa a Oyster Bay l'estiu de 1906, Mallon també hi va anar. Entre el 27 d'agost i el 3 de setembre, sis de les 11 persones de la família tenien la febre tifoide. Mallon va seguir sent contractada per altres famílies, i els brots de tifoide la van seguir.

### Investigació
A finals de 1906, una família va contractar l'investigador en tifoide George Soper perquè investigués el cas. Soper va publicar els resultats el 15 de juny de 1907 al Journal of the American Medical Association. Creia que Mallon podria ser la font dels brots. Va escriure:

"Es va descobrir que la família havia canviat de cuiner el 4 d'agost. Això va ser tres setmanes abans que l'epidèmia de tifoide comencés. Va romandre a la família durant poc temps, i va marxar unes tres setmanes després que ocorregués el brot. Es va descriure la cuinera com una dona irlandesa d'uns 40 anys, alta, pesada, soltera. Semblava tenir una salut perfecta."

Soper va descobrir que una cuinera irlandesa, que encaixava amb la descripció que havia rebut, estava implicada en tots els brots. No la va poder localitzar perquè generalment marxava sense dir on anava poc després que comencés el brot. Soper va ser informat d'un brot actiu en un àtic de Park Avenue, i va descobrir que Mallon n'era la cuinera. Dos dels criats de la casa van ser hospitalitzats, i la filla de la família va morir a causa de la febre tifoide.
Quan Soper va parlar amb Mallon sobre el seu possible paper a escampar la febre tifoide, va rebutjar fermament la seva petició de mostres d'orina i femta. Ja que Mallon no havia volgut donar-li mostres, va decidir compilar l'historial de feines de Mallon. Soper va trobar que de les vuit famílies que havien contractat Mallon com a cuinera, membres de set famílies deien haver contret la febre tifoide. A la següent visita, va portar un altre doctor amb ell, però de nou va ser rebutjat. Durant una trobada posterior, quan Mallon estava hospitalitzada, li va dir que n'escriuria un llibre i li donaria totes les regalies. Va refusar la seva proposta i es va tancar al lavabo fins que ell marxà.

### Primera quarantena (1907–10)

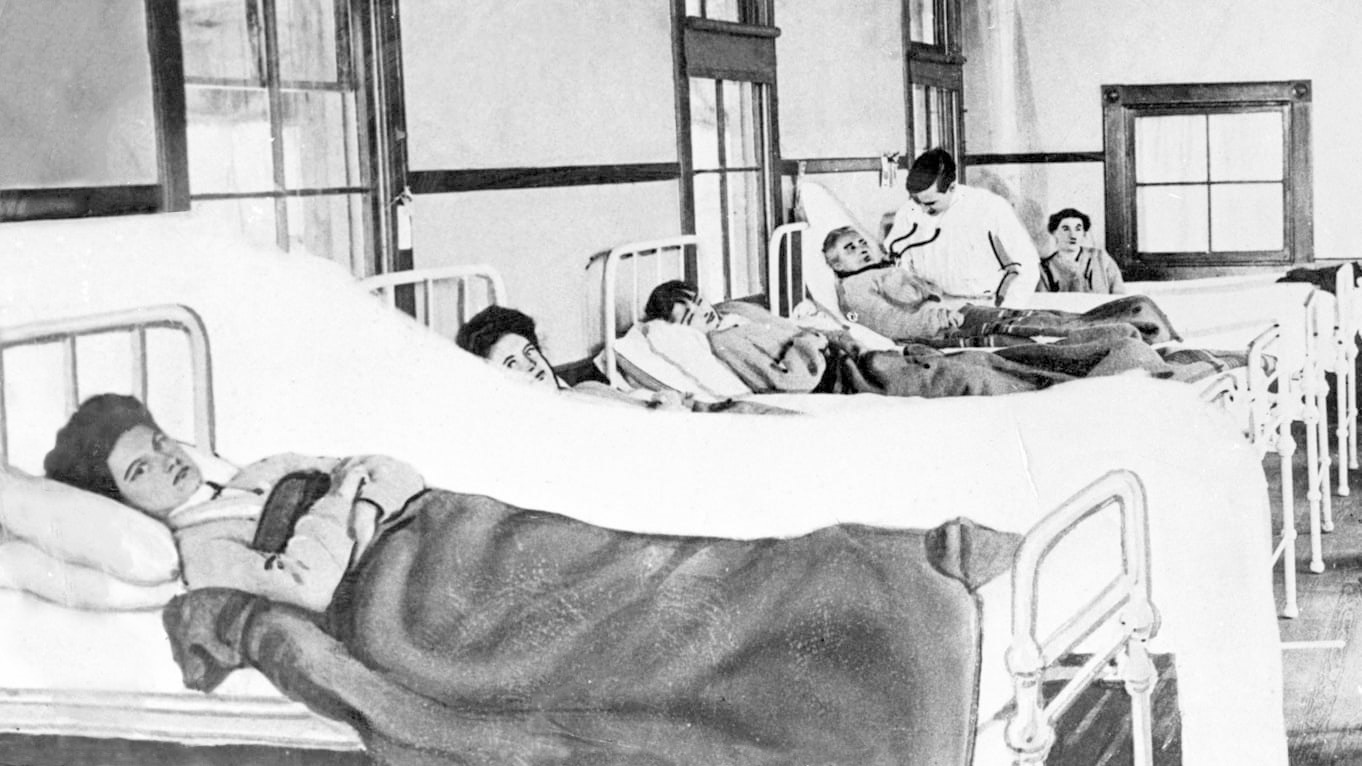
Mary Mallon (davant) en un llit d'hospital durant la seva primera quarantena.

El Departament de Salut de Nova York va acabar enviant la metgessa Sara Josephine Baker per tal que parlés amb Mallon. Baker afirmà que "llavors estava convençuda que era perseguida tot i no haver fet res malament." Uns dies més tard, Baker va arribar al lloc de treball de Mallon amb diversos policies, que la van detenir.
Mallon va atreure tanta atenció dels mitjans que la van anomenar "Mary Tifoide" en una edició del 1908 del Journal of the American Medical Association. Més endavant, en un llibre de text que definia la febre tifoide, se la va tornar a anomenar "Mary Tifoide."
Mallon admeté la seva pobra higiene, i digué que no entenia el sentit de rentar-se les mans, ja que ella no presentava cap risc. A la presó, va haver de donar mostres d'orina i femta. Els doctors van trobar un reservori natural de bacteris de la febre tifoide a la seva vesícula biliar. Les autoritats van suggerir extreure-li la vesícula biliar, però Mallon s'hi negà, ja que creia que no era portadora de la malaltia. Tampoc volia deixar de treballar com a cuinera.
L'inspector de salut de Nova York va determinar que n'era portadora. Sota les seccions 1169 i 1170 del Greater New York Charter, Mallon va estar en quarantena durant tres anys en una clínica a North Brother Island.
Més endavant, Eugene H. Porter, comissari de salut de l'estat de Nova York, va decidir que els portadors d'una malaltia no havien de ser isolats, i que Mallon podia ser alliberada si deixava de treballar com a cuinera i prenia mesures raonables per prevenir que transmetés la febre tifoide a altres. El 19 de febrer de 1910, Mallon va afirmar que estava "preparada per canviar de feina (de cuinera), i que assegurava en afidàvit que en ser alliberada prendria precaucions higièniques, ja que així protegia d'infeccions a qui hi entrava en contacte," i va ser alliberada de la quarantena.

### Alliberament i segona quarantena (1915–38)
Després de ser alliberada, Mallon va trobar feina com a bugadera, que era menys remunerada que la cuina. Després de diversos anys sense èxit a l'hora de treballar com a bugadera, es va canviar el nom a Mary Brown i va tornar a treballar com a cuinera tot i els avisos anteriors. Durant els cinc anys següents, va treballar en nombroses cuines; allà on treballava, hi havia brots de febre tifoide. Tanmateix, canviava de feina sovint, així que Soper no la podia trobar.
El 1915, Mallon va començar un gran brot, aquest cop al Sloane Hospital for Women de Nova York. 25 persones van resultar-ne infectades, i dues en van morir. Va tornar a marxar, però la policia la va poder trobar i detenir quan va portar menjar a un amic de Long Island. Després de detenir-la, les autoritats de la salut pública la van tornar a posar en quarantena a North Brother Island el 27 de març de 1915. Seguia sense voler que li extirpessin la vesícula biliar. Mallon va romandre confinada la resta de la seva vida. Va esdevenir una celebritat menor, i de vegades era entrevistada pels mitjans, els quals tenien instruccions de no acceptar ni tan sols l'aigua que els oferís Mallon. Posteriorment, va poder treballar com a tècnica al laboratori de l'illa, netejant ampolles.

## Mort

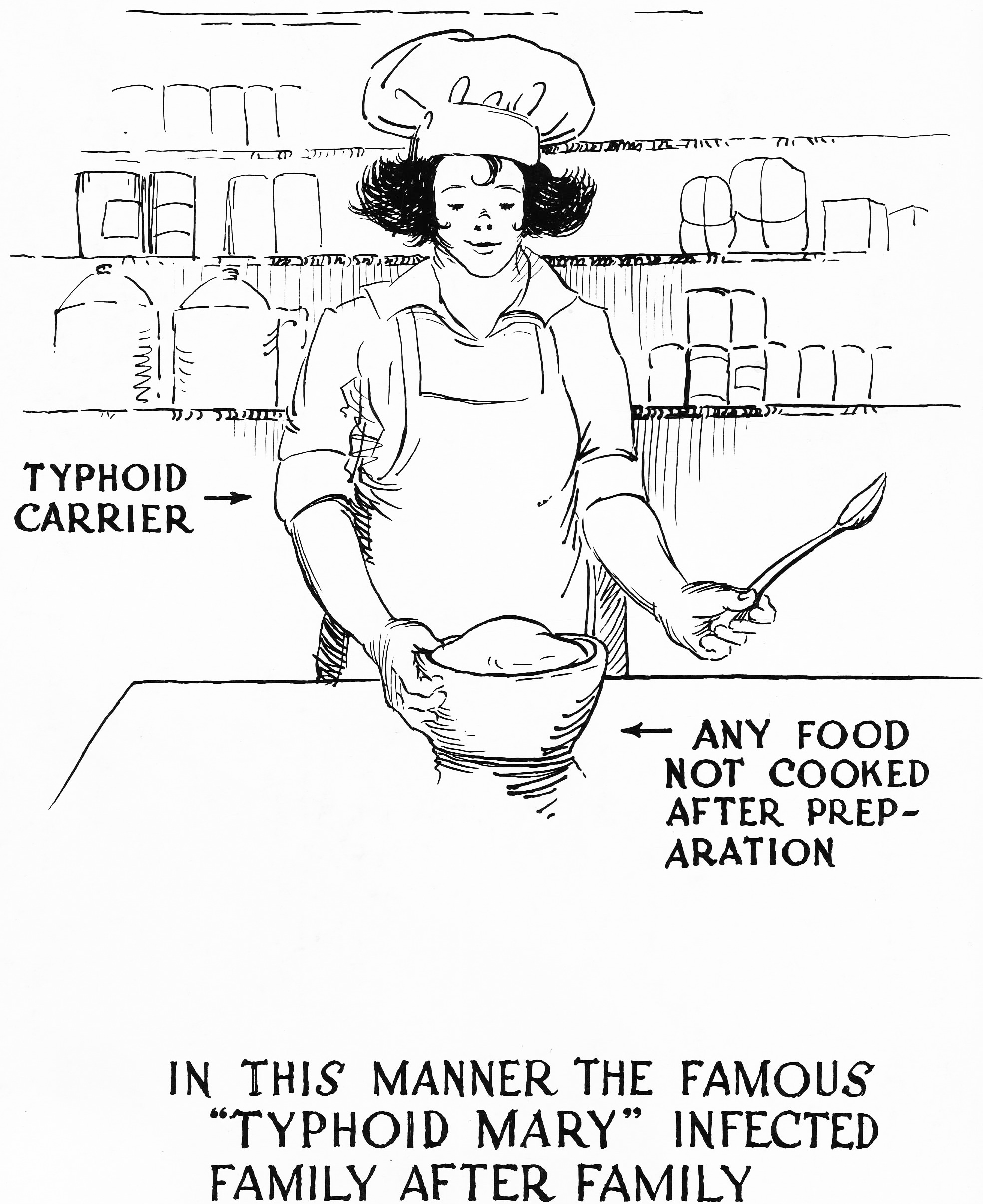
Un pòster històric aconsellant no actuar com Mary Tifoide.

Mallon va passar la resta de la seva vida en quarantena al Riverside Hospital. Sis anys abans de la seva mort, un ictus la va deixar en paràlisi. L'11 de novembre de 1938 va morir d'una pneumònia als 69 anys. L'autòpsia va trobar proves que hi havia bacteris de la febre tifoide vius a la seva vesícula biliar. El cos de Mallon va ser incinerat, i les seves cendres es van enterrar al cementiri de Saint Raymond al Bronx.

## Llegat
Entre les infeccions que causà Mallon, se li atribueixen tres morts. Tanmateix, com que feia servir àlies i no volia cooperar, no se'n coneix el nombre exacte. S'ha estimat que podria haver causat fins a 50 morts.
Mallon va ser la primera portadora asimptomàtica de la febre tifoide en ser identificada per ciències mèdiques, i en un moment en què no hi havia polítiques que guiessin com conduir la situació. Algunes dificultats del seu cas venien de la negació rotunda de Mallon del seu possible paper, i que es negués a reconèixer qualsevol connexió entre la seva feina com a cuinera i els casos de febre tifoide. Mallon sostenia que estava perfectament sana, que mai havia tingut febre tifoide i que no en podia ser la font. Autoritats de la salut pública van determinar que la quarantena permanent era l'única manera de prevenir que Mallon causés més brots de febre tifoide.
Entre altres portadors sans de la febre tifoide durant el primer quart de segle XX hi ha Tony Labella, un immigrant italià, que es creu que va causar-ne més de 100 casos (amb cinc morts); un guia d'Adirondack amb el sobrenom "John Tifoide", que es creu que va infectar 36 persones (amb dues morts); i Alphonse Cotils, un restaurador i propietari d'un forn.
Avui dia, en anglès, "Typhoid Mary" és un terme col·loquial per referir-se a algú que, sabent-ho o no, escampa una malaltia o una cosa no desitjable.
L'agost de 2013, investigadors de l'Escola de Medicina de la Universitat Stanford van anunciar que estaven avançant a l'hora d'entendre la ciència exacta darrere de portadors asimptomàtics com Mallon. Els bacteris que causen la febre tifoide es podrien amagar en macròfags, un tipus de cèl·lula immunològica.
Es pot desenvolupar la febre tifoide després d'ingerir menjar o aigua contaminada durant la manipulació d'un portador humà. El portador humà pot ser una persona sana que ha sobreviscut un episodi anterior de febre tifoide però que segueix expulsant els bacteris associats, Salmonella typhi, en femta i orina. Rentar-se les mans amb sabó abans de tocar o preparar menjar, netejar plats i utensilis amb aigua i sabó, i ingerir només menjar cuinat són maneres de reduir el risc d'infecció de febre tifoide.

## En la cultura popular
- Mary Tifoide és un personatge de Marvel Comics que sovint apareix com a adversària de Daredevil.
- Un grup de rap amb Aesop Rock i Rob Sonic es van autoanomenar "Hail Mary Mallon" com a tribut a Mallon. La portada del seu primer àlbum mostra Mallon peixent un bol de sopa a un home.[21]
- Elisabeth Moss està desenvolupant una mini-sèrie per a televisió centrada en el personatge de Mary Mallon, basant-se en la novel·la de 2013 "Fever" de Mary Beth Keane.[22]